# Курув (Велюнський повіт)
Курув (пол. Kurów) — село в Польщі, у гміні Велюнь Велюнського повіту Лодзинського воєводства.
Населення — 884 особи (2011).
У 1975-1998 роках село належало до Серадзького воєводства.

## Демографія
Демографічна структура станом на 31 березня 2011 року:
|          | Загалом | Допрацездатний вік | Працездатний вік | Постпрацездатний вік |
| -------- | ------- | ------------------ | ---------------- | -------------------- |
| Чоловіки | 436     | 89                 | 294              | 53                   |
| Жінки    | 448     | 100                | 250              | 98                   |
| Разом    | 884     | 189                | 544              | 151                  |